# Barbara Pawlic-Miśkiewicz
Barbara Pawlic-Miśkiewicz (ur. 8 lipca 1982 w Oleśnicy) – polska dziennikarka, redaktorka, działaczka społeczności tatarskiej, kulturoznawczyni, doktor nauk humanistycznych.

## Życiorys
Ukończyła kulturoznawstwo oraz dziennikarstwo na Uniwersytecie Wrocławskim. Na tej samej uczelni w 2013 obroniła tytuł doktorski. Jej praca nosiła tytuł Performance tożsamości Tatarów polskich i w 2018 została wydana w języku angielskim (Performance of Identity of Polish Tatars. From Religious Holidays to Everyday Rituals) przez wydawnictwo Peter Lang w ramach grantu Narodowego Program Rozwoju Humanistyki Ministerstwa Nauki i Szkolnictwa Wyższego.
Jest współautorką i koordynatorką projektów kulturalnych i wydawniczych, mających na celu ochronę i promocję dziedzictwa polskich Tatarów, realizowanych przez Muzułmański Związek Religijny w RP. Redaktorka naczelna „Rocznika Tatarów Polskich. Seria 2” oraz członkini redakcji kwartalnika „Przegląd Tatarski”.
W listopadzie 2009 w Białymstoku wzięła ślub z Tomaszem Miśkiewiczem, który od 2004 pełni funkcję muftiego Muzułmańskiego Związku Religijnego w Rzeczypospolitej Polskiej.

## Odznaczenia
- Srebrny Krzyż Zasługi (2025)[6]
- Brązowy Krzyżem Zasługi (2018)[7]